# 智利南极领地
智利南极领地（西班牙語：Territorio Antártico Chileno）是智利提出主权要求的南极领地。面积约等于125万平方公里。智利南极领地东起西经53度，西到西经90度，南起南极点，北到南纬60度。他所涵盖的区域和阿根廷南极属地、英属南极领地部分重叠。
在智利行政区划中，这块领地属于南极自治市。而南极自治市又属于南极省。南极自治市在实际运作中由同等级的合恩角自治市治理，这两个自治市都由智利南极省管辖，而智利南极省又属于麦哲伦-智利南极大区。南极自治市设置于1961年7月11日，当时隶属于麦哲伦省。1975年智利南极省成立，南极自治市才转由智利南极省管辖。